# Richterambt van Doesburg
De richterambt van Doesburg was een bestuurlijk gebied in de huidige provincie Gelderland was een schoutambt binnen het graafschap Zutphen. Het ambt omvatte naast de hoofdstad Doesburg de dorpen Angerlo, Drempt en Laag-Keppel, en de buurschappen Olburgen, Beinum, Eldrik en Angerlobroek.

## Geschiedenis
Het gericht van Doesburg bestond uit een richter of diens vervanger (stadhouder) bijgestaan door twee schepenenrichters of keurnoten uit de magistraat. Het raadhuis van Doesburg was de zittingsplaats. Er was een onderscheid in een ordinaris- en extra-ordinaris gericht. Het ordinaris gericht werd om de veertien dagen gehouden. Het extra-ordinaris gericht kwam op onregelmatige tijden bijeen te zijn dat de enige afwijking was ten opzichte van het ordinaris gericht. Mogelijk werden hier de spoedeisende gevallen behandeld. Het Hof van Gelre en Zutphen deed uitspraak over de criminele rechtspraak, alleen het vooronderzoek en executie werd in Doesburg uitgevoerd.